# WASP-10b
WASP-10bはペガスス座の方角に約290光年の位置にあるWASP-10の周囲を公転している太陽系外惑星である。木星の3倍以上の質量を持つが、半径は8%大きいだけであるため、密度は月と同程度である。地球が太陽の周囲を365日で公転するのに対して、WASP-10bは主星の周りを3日で公転する。